# Oedicarena beameri
Oedicarena beameri is een vliegensoort uit de familie van de boorvliegen (Tephritidae). De wetenschappelijke naam van de soort is voor het eerst geldig gepubliceerd in 1988 door Noorbom and Ming.